# Malmö
Malmö (phát âm tiếng Thụy Điển: [ˈmalːmøː] ⓘ, tại tỉnh cực nam của Scania, là thành phố đông dân thứ ba ở Thụy Điển, sau Stockholm và Gothenburg.
Malmö là thủ phủ của Đô thị Malmö và của hạt Skane. Đơn vị hành chính cho hầu hết các thành phố là Đô thị Malmö có 300.000 cư dân tại tám địa phương khác nhau, với 30% là nguồn gốc nước ngoài (sinh ra bên ngoài của Thụy Điển). Malmö cũng là một địa phương nằm trong hai đô thị (khu tự quản), vì nó cũng là một phần của nó đô thị Burlöv. Tổng dân số của khu vực thành thị là 309.516 người vào đầu năm 2010, trong đó 16.607 là ở Burlöv.. 
Đại đô thị Malmö là một trong ba vùng đô thị Thụy Điển chính thức được công nhận và từ năm 2005 được xác định bởi các đô thị của Malmö và 11 thành phố khác ở góc tây nam của Scania  Ngày 30 tháng 6, năm 2008, dân số của vùng đô thị được ghi nhận là 628.388 người. Vùng đô thị có diện tích 2.535,76 km ² (979,06 dặm vuông). Các đô thị bao gồm, ngoài Malmö, Burlöv, Eslöv, Höör, Kävlinge, Lomma, Lund, Skurup, Staffanstorp, Svedala, Trelleborg và Vellinge, Lund với dân số thành phố của hơn 100.000 và nơi có một trong các trường đại học lớn của Scandinavia, là cùng với Malmö trung tâm kinh tế và giáo dục của khu vực.